# Liste der Bürgermeister der Stadt Dieburg
Dies ist eine Liste der Bürgermeister der Stadt Dieburg im Landkreis Darmstadt-Dieburg, Hessen.

## Großherzogtum Hessen(Hessen-Darmstadt)
Dieburgs Bürgermeister im Großherzogtum Hessen (Hessen-Darmstadt), 1802–1871
| Amtszeit  | Name                 | Partei | Beschreibung |
| --------- | -------------------- | ------ | --- |
| 1821–1823 | Jakob Korb           |        | 1821 wurde die hessische Gemeindeordnung verkündet, von da an hatte Dieburg Selbstverwaltungsrecht und ein ehrenamtlicher Bürgermeister wurde auf je sechs Jahre gewählt. Seilermeister Jakob Korb war erster gewählter Bürgermeister Dieburgs in großherzoglich-hessischer Zeit. Unter ihm wurde Dieburg zur Kreisstadt des Landratsbezirks Dieburg. Das Kapuzinerkloster in der Altstadt (seit 1695) wurde vom Landrat aufgelöst. |
| 1823–1825 | Nikolaus Schumann    |        | Chirurg Nikolaus Schumann wurde Bürgermeister. |
| 1825–1831 | Georg Hiemenz I.     |        | Unter Hiemenz wurde das alte Renaissance-Rathaus auf dem Markt abgerissen und ein neues am Rand des Platzes gebaut. In den Stadtrechnungen fanden sich erstmals keine Eintragungen über Kosten zur Begleichung von Kriegsschulden oder Zinsen für Kredite. Die mittelalterliche Stadtmauer und deren Türme und Tore wurden langsam abgerissen und im ehemaligen Kapuzinerklosters in der Altstadt wurde zum Gefängnis umgebaut. Ernennung des Großherzöglich-Hessischen Forstmeisters Christoph Reitz zum Ehrenbürger der Stadt Dieburg. |
| 1831–1837 | Adam Kunkel I.       |        | Ein Jahr nach Amtsantritt wurde der Kreis Dieburg durch Zusammenlegung der Landratsbezirke Reinheim und Dieburg gebildet. Amtssitz wurde die Stadt Dieburg, weshalb ein Kreisamtsgebäude neben dem Rathaus errichtet wurde. Auf Befehl des Großherzogs Ludwig II. wurden die Chausseen von Roßdorf über Dieburg nach Seligenstadt und von Höchst über Dieburg nach Langen gebaut. |
| 1837–1843 | Andreas Hoffarth II. |        | Unter Hoffarth wurde auch eine Chaussee nach Münster gebaut (heute Frankfurterstr.) und die Stadt erhielt ein Grundbuch und eine Parzellenkarte. Während seiner Amtszeit wurde sowohl das Gelände des Schlosses Stockau an die Freiherrn von Gemmingen, als auch das Gelände des Ullnerschlösschens an die Familie von Fechenbach verkauft und der „Karnevallverein Dieburg 1838 e.V.“ (KVD) gegründet. |
| 1843–1871 | Johannes Weber IV.   |        | Der Wirt des Gasthauses „Zum weißen Ross“ Weber galt als „Zukunftsorientiert“. Unter ihm bekam Dieburg einen Bahnanschluss (1858). Weber leitete die Geschicke der Stadt bis zur Reichsgründung. |

## Deutsches Kaiserreich
Dieburgs Bürgermeister im Deutschen Kaiserreich, 1871–1918
| Amtszeit  | Name               | Partei | Beschreibung |
| --------- | ------------------ | ------ | --- |
| 1872–1885 | Georg Adam Glässer |        | Erster Bürgermeister nach der Reichsgründung war der Schriftsetzer und Redakteur Glässer. Seine Amtszeit war durch die für das katholisch geprägte Dieburg schwierige Zeit des Bismarck’schen Kulturkampfs gegen die katholische Kirche geprägt. |
| 1886–1918 | Andreas Krausmann  |        | Krausmann hält bis heute den Rekord für die längste Amtszeit aller Bürgermeister der Stadt Dieburg. Unter ihm bekam Dieburg ein „modernes Gesicht“: E-Werk (1897), Landratsamt (1902), Amtsgericht (1902–1905), Kirchen (1888/89 Evangelische Kirche, 1891–1893 Pfarrkirche, 1904 Wendelinuskapelle), Schulen (1902 Stadtknabenschule (Marienschule), 1908 Höhere Bürgerschule (Goetheschule) und 1913 Stadtmädchenschule (Marienschule)),... |

## Weimarer Republik
Dieburgs Bürgermeister im Volksstaat Hessen in der Weimarer Republik, 1919–1933
| Amtszeit  | Name                | Partei  | Beschreibung |
| --------- | ------------------- | ------- | --- |
| 1919–1922 | August Rödler       | Zentrum | Als erster demokratisch gewählter Bürgermeister leistete Rödler aufopfernde Arbeit in schwerer Nachkriegszeit, die durch die Inflation, Hunger und Mangel an Heizmaterial geprägt waren. 1922 verstirbt Rödler unerwartet. |
| 1922–1933 | Heinrich Josef Wick | Zentrum | Wick übernahm nach dem Tode Rödlers das Amt des Bürgermeisters und bekämpfte durch Notstandsmaßnahmen die Arbeitslosigkeit. 1933 wurde er durch die Nationalsozialisten abgesetzt.                                         |

## Drittes Reich
Dieburgs Bürgermeister im Dritten Reich, 1933–1945
| Amtszeit              | Name          | Partei | Beschreibung |
| --------------------- | ------------- | ------ | --- |
| 1933–1940             | Franz Burkart | NSDAP  | Burkart wurde 1933 von Mitgliedern der NSDAP ohne Wahl als Bürgermeister eingesetzt und wurde 1937 erster Hauptamtlicher Bürgermeister der Stadt. Das Städtische Parlament, in dem die Zentrumspartei noch immer die Mehrheit stellt, wurde aufgelöst und mit einem nur aus NSDAP-Mitgliedern bestehenden Parlament ausgetauscht. Die Zahl der Erwerbslosen sank von 500 auf 60. Auch in Dieburg wurde Reichskanzler Adolf Hitler zum Ehrenbürger ernannt. Auch der liberale Amtsrichter Hans Otto Becker wurde aus seinem Amt gedrängt. An der Nordseite des Marktplatzes wurde ein Kriegerehrenmal für die im Ersten Weltkrieg gefallenen Bürger der Stadt aufgestellt und mehrere Straßen werden umbenannt. 1938 wurde Burkart wegen Vorteilsnahme seines Amtes enthoben und nach Griesheim versetzt. |
| 1938–1940 inoffiziell | Georg Rödler  | NSDAP  | Rödler führte nach der Amtsenthebung Burkarts die Amtsgeschäfte. Unter ihm wurde das Gefängnis in der Altstadt zum Stammlager I des Gefangenenlagers Dieburg-Rodgau ausgebaut und Verwaltungssitz der Lager Nieder-Roden (Rollwald) und Eich. Karoline Freiin von Fechenbach-Laudenbach verkaufte das Gelände des Schlosses Fechenbach an die Stadt, die das Schloss zum Parteisitz der NSDAP-Dieburg machte und Grabsteine vom jüdischen Friedhof in der Terrasse verbaute. |
| 1940–1945             | Peter Diehl   | NSDAP  | Nach der Amtsenthebung war Franz Burkart dazu gezwungen, mit dem ehemaligen Bürgermeister von Griesheim Peter Diehl das Amt zu tauschen. Diehl versuchte das Wappen der Stadt durch eine Darstellung des heiligen Martinus auszuwechseln, scheitert aber. Die Deportation jüdischer Bürger begann. Diehl versuchte das Gelände des jüdischen Friedhofs anzukaufen, scheitert aber auch dabei. Unter Diehl wurde der ehemalige Schlossgarten des Schlosses Stockaus neu bepflanzt. Nach der Eroberung Dieburgs durch US-Streitkräfte wurde Diehl abgesetzt. |

## Bundesrepublik Deutschland
Dieburgs Bürgermeister in der Nachkriegszeit und der Bundesrepublik Deutschland, seit 1945
| Amtszeit  | Name              | Partei                            | Beschreibung |
| --------- | ----------------- | --------------------------------- | --- |
| 1945–1975 | Ludwig Steinmetz  | CDU                               | Von den Amerikanern eingesetzt, wurde Steinmetz später immer wieder gewählt. Dieburg meisterte mit ihm Nöte der Nachkriegszeit und verdoppelte seine Einwohnerzahl auf 13000. Unter ihm wurde der Bau der Postfachhochschule realisiert. Kurz vor Ende seiner Amtszeit unterschrieb Steinmetz die Partnerschaftsurkunde mit der französischen Stadt Aubergenville. 1975 ging Ludwig Steinmetz nach 30 Jahren Amtszeit als damals dienstältester Bürgermeister der Bundesrepublik in den Ruhestand. Er wurde zum Ehrenbürger der Stadt Dieburg ernannt und erhielt vom Land Hessen die Freiherr-vom-Stein-Plakette. Das städtische Freibad ist heute nach ihm „Ludwig-Steinmetz-Bad“ benannt. |
| 1976–1982 | Stephan Schmitt   | CDU                               | Schmitt förderte die Industrialisierung Dieburgs. Unter ihm entstand in der Innenstadt die Fußgängerzone und das Rathaus erhielt einen Neubau mit Einbeziehung historischer Gebäudeteile. 1982 trat er aus gesundheitlichen Gründen zurück. |
| 1983–1987 | Helmut Aelken     | CDU                               | Unter Aelken wurden Projekte, wie die Neugestaltung von Straßen, die Restaurierung des Badhauses oder die Planung der Einzelkläranlage verwirklicht. Er wurde 1987 unter dem Vorwurf des Amtsmissbrauchs abberufen, Horst Majunke (CDU) übernimmt die Amtsgeschäfte. |
| 1987–2005 | Peter Christ      | CDU                               | Unter Christ wurde erstmals ein Jugendbeirat und ein Seniorenbeirat gegründet, ein Stadtjugendpfleger eingestellt und eine Seniorenwoche organisiert. Die Wählergemeinschaft „Unabhängige Wählergemeinschaft Dieburg“ (UWD) wurde gegründet. Die Sanierung der Altstadt wurde abgeschlossen. Während seiner Amtszeit machten die Bürger Dieburgs erstmals vom Recht des Bürgerentscheids in Hessen Gebrauch. Die Bürger durften 1993 darüber abstimmen, ob der Bahnübergang in der Frankfurter Straße untertunnelt werden soll. Mit 65,5 % Zustimmung wurde das Stadtparlament überstimmt und der Tunnel 2009 gebaut (erster Bürgerentscheid in Hessen).                                     |
| 2005–2017 | Dr. Werner Thomas | zunächst parteilos; seit 2015 CDU | Werner Thomas wurde in der Stichwahl gegen Amtsinhaber Peter Christ am 8. Mai 2005 mit 50,3 % der Stimmen gewählt. Er war als erster Bürgermeister von Dieburg zunächst parteilos. Er wurde am 27. März 2011 wiedergewählt. Er setzte sich im ersten Wahlgang mit 70,7 Prozent der Stimmen gegen Harald Schöning (CDU) und Ferdinand Böhm (SPD) durch. Seit dem 7. Mai 2015 gehörte Werner Thomas der CDU an. Somit hatte Dieburg nach knapp 10 Jahren wieder einen CDU-Bürgermeister, wie es bereits von 1945 bis 2005 der Fall war. |
| ab 2017   | Frank Haus        | parteilos                         | Am 12. März 2017 im ersten Wahlgang mit 50,2 Prozent der Stimmen gewählt ist Frank Haus seit dem 9. August 2017 Bürgermeister der Stadt Dieburg. Haus wurde in der Bürgermeisterwahl im ersten Wahlgang am 12.03.2023 mit 73,7 % in seinem Amt bestätigt, als er sich gegen den einzigen Mitbewerber Thorsten Winkler (CDU) durchsetzte. Die Wahlbeteiligung lag bei 48,4 %. |